# Labastide-d'Armagnac
Pour les articles homonymes, voir Labastide et Armagnac.
Labastide-d'Armagnac — parfois orthographié La Bastide d'Armagnac — est une commune du Sud-Ouest de la France, située dans le département des Landes (région Nouvelle-Aquitaine).

## Géographie

### Localisation
La commune se situe dans l'est du département des Landes, dans l'Eauzan en Bas-Armagnac. Dans la première moitié du XIXe siècle, elle a  fait partie du Gers, département limitrophe. Par la loi du 5 février 1850, elle est distraite du canton de Cazaubon, arrondissement de Condom pour être réunie au département des Landes.

### Communes limitrophes
Les communes limitrophes sont  Betbezer-d'Armagnac, Cazaubon, Lagrange, Lannemaignan, Le Frêche, Mauléon-d'Armagnac, Mauvezin-d'Armagnac, Monclar et Saint-Justin.
| Saint-Justin        | Betbezer-d'Armagnac       | Mauvezin-d'Armagnac       |
| Le Frêche           | Labastide-d'Armagnac      | Lagrange, Cazaubon (Gers) |
| Lannemaignan (Gers) | Mauléon-d'Armagnac (Gers) | Monclar (Gers)            |

### Hydrographie
Le ruisseau de Larrazieu, affluent gauche de la Douze, conflue sur la commune. Le Loumné, autre tributaire gauche de la Douze, traverse le territoire de Labastide-d'Armagnac.

### Climat
Pour des articles plus généraux, voir Climat de la Nouvelle-Aquitaine et Climat des Landes.
Historiquement, la commune est exposée à un climat océanique aquitain.  
En 2020, Météo-France publie une typologie des climats de la France métropolitaine dans laquelle la commune est dans une zone de transition entre le climat océanique et le climat océanique altéré et est dans la région climatique  Aquitaine, Gascogne, caractérisée par une pluviométrie abondante au printemps, modérée en automne, un faible ensoleillement au printemps, un été chaud (19,5 °C), des vents faibles, des brouillards fréquents en automne et en hiver et des orages fréquents en été (15 à 20 jours).
Pour la période 1971-2000, la température annuelle moyenne est de 13 °C, avec une amplitude thermique annuelle de 14,7 °C. Le cumul annuel moyen de précipitations est de 942 mm, avec 11,6 jours de précipitations en janvier et 7,1 jours en juillet. Pour la période 1991-2020, la température moyenne annuelle observée sur la station météorologique la plus proche, située sur la commune de Créon-d'Armagnac à 7 km à vol d'oiseau, est de 13,1 °C et le cumul annuel moyen de précipitations est de 865,3 mm,. Pour l'avenir, les paramètres climatiques de la commune estimés pour 2050 selon différents scénarios d'émission de gaz à effet de serre sont consultables sur un site dédié publié par Météo-France en novembre 2022.

## Urbanisme

### Typologie
Au 1er janvier 2024, Labastide-d'Armagnac est catégorisée commune rurale à habitat dispersé, selon la nouvelle grille communale de densité à sept niveaux définie par l'Insee en 2022.
Elle est située hors unité urbaine. Par ailleurs la commune fait partie de l'aire d'attraction de Mont-de-Marsan, dont elle est une commune de la couronne,. Cette aire, qui regroupe 101 communes, est catégorisée dans les aires de 50 000 à moins de 200 000 habitants,.

### Occupation des sols

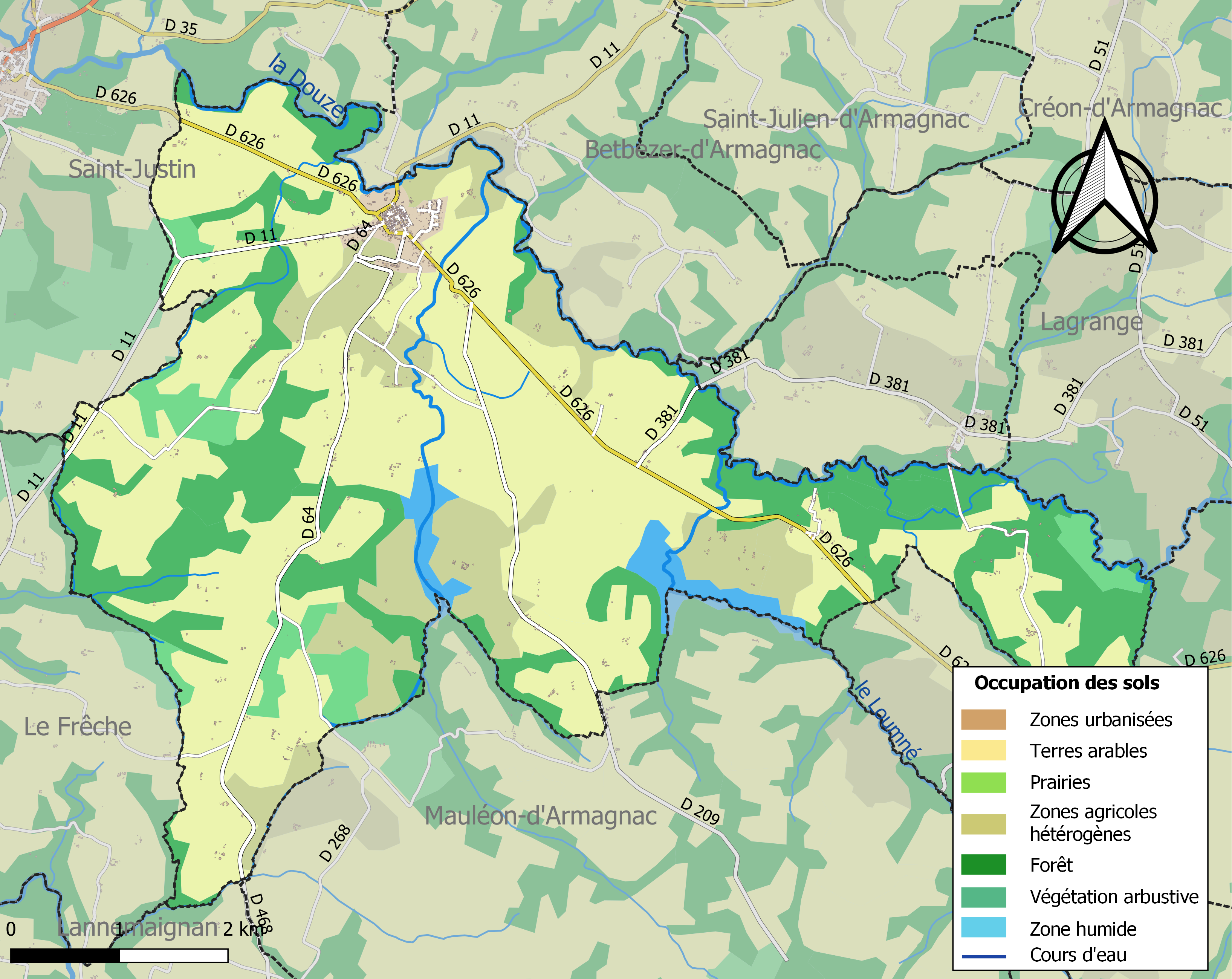
Carte des infrastructures et de l'occupation des sols de la commune en 2018 (CLC).

L'occupation des sols de la commune, telle qu'elle ressort de la base de données européenne d’occupation biophysique des sols Corine Land Cover (CLC), est marquée par l'importance des territoires agricoles (69,1 % en 2018), une proportion sensiblement équivalente à celle de 1990 (69,6 %). La répartition détaillée en 2018 est la suivante : terres arables (50 %), forêts (22,8 %), zones agricoles hétérogènes (13,2 %), cultures permanentes (5,9 %), milieux à végétation arbustive et/ou herbacée (4,5 %), eaux continentales (2,2 %), zones urbanisées (1,4 %). L'évolution de l’occupation des sols de la commune et de ses infrastructures peut être observée sur les différentes représentations cartographiques du territoire : la carte de Cassini (XVIIIe siècle), la carte d'état-major (1820-1866) et les cartes ou photos aériennes de l'IGN pour la période actuelle (1950 à aujourd'hui).

### Risques majeurs
Le territoire de la commune de Labastide-d'Armagnac est vulnérable à différents aléas naturels : météorologiques (tempête, orage, neige, grand froid, canicule ou sécheresse), inondations, feux de forêts, mouvements de terrains et séisme (sismicité très faible). Un site publié par le BRGM permet d'évaluer simplement et rapidement les risques d'un bien localisé soit par son adresse soit par le numéro de sa parcelle.
Certaines parties du territoire communal sont susceptibles d’être affectées par le risque d’inondation par débordement de cours d'eau, notamment la Douze, le Loumné et le ruisseau de Larrazieu. La commune a été reconnue en état de catastrophe naturelle au titre des dommages causés par les inondations et coulées de boue survenues en 1988, 1992, 1999, 2009 et 2018,.
Labastide-d'Armagnac est exposée au risque de feu de forêt. Depuis le 20 avril 2016, les départements de la Gironde, des Landes et de Lot-et-Garonne disposent d’un règlement interdépartemental de protection de la forêt contre les incendies. Ce règlement vise à mieux prévenir les incendies de forêt, à faciliter les interventions des services et à limiter les conséquences, que ce soit par le débroussaillement, la limitation de l’apport du feu ou la réglementation des activités en forêt. Il définit en particulier cinq niveaux de vigilance croissants auxquels sont associés différentes mesures,.
Les mouvements de terrains susceptibles de se produire sur la commune sont des tassements différentiels.

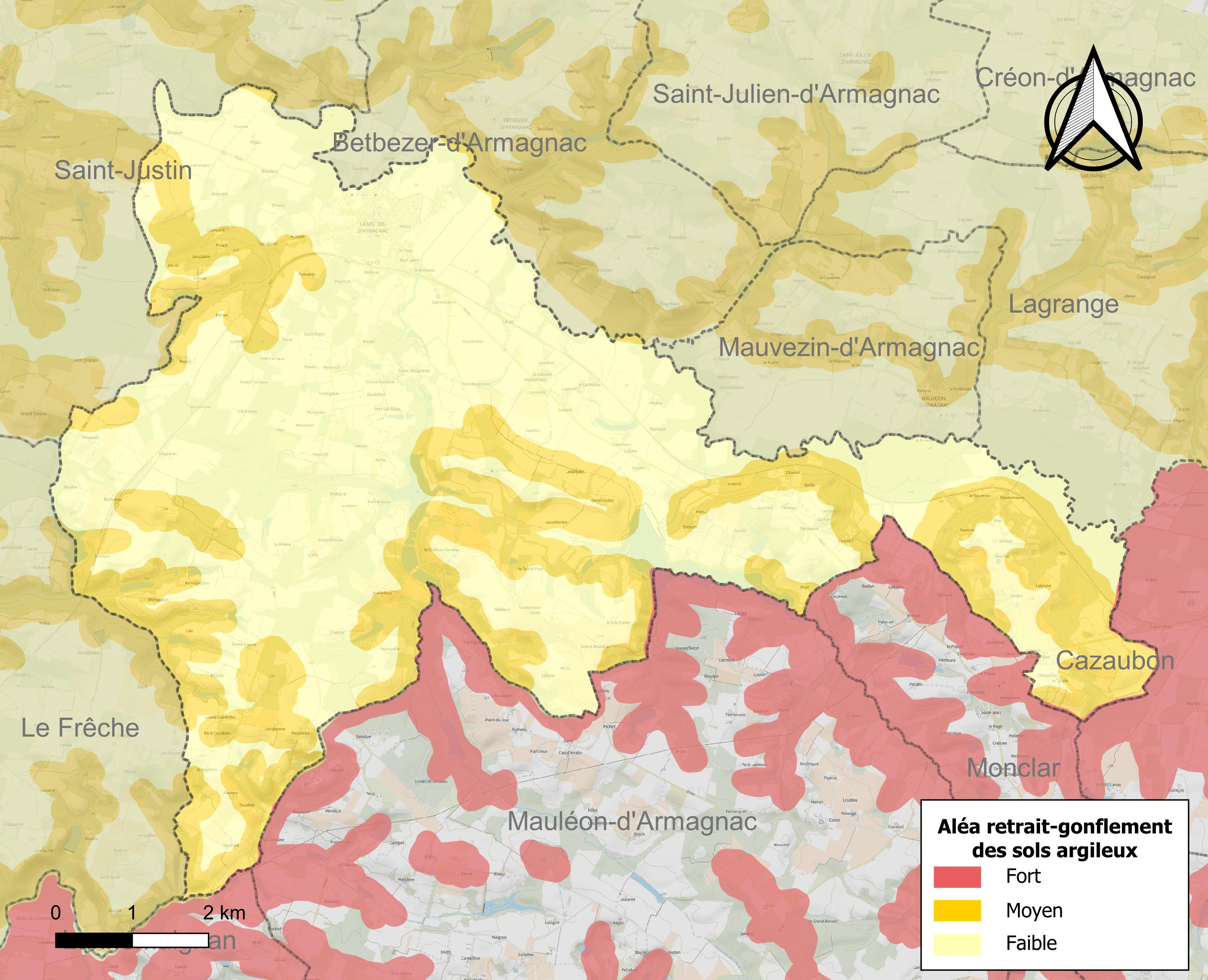
Carte des zones d'aléa retrait-gonflement des sols argileux de Labastide-d'Armagnac.

Le retrait-gonflement des sols argileux est susceptible d'engendrer des dommages importants aux bâtiments en cas d’alternance de périodes de sécheresse et de pluie. 36,1 % de la superficie communale est en aléa moyen ou fort (19,2 % au niveau départemental et 48,5 % au niveau national). Sur les 444 bâtiments dénombrés sur la commune en 2019, 42 sont en aléa moyen ou fort, soit 9 %, à comparer aux 17 % au niveau départemental et 54 % au niveau national. Une cartographie de l'exposition du territoire national au retrait gonflement des sols argileux est disponible sur le site du BRGM,.
Concernant les mouvements de terrains, la commune a été reconnue en état de catastrophe naturelle au titre des dommages causés par des mouvements de terrain en 1999.

## Histoire
Cette bastide est fondée en 1291 par le comte Bernard VI d'Armagnac sous le nom de Bolonia. Elle est autorisée par le roi d'Angleterre Edouard Premier.
Son urbanisme témoigne du caractère volontaire de la fondation de ces villes neuves du Sud de la France édifiées en quelques années, aux XIIIe et XIVe siècles, par les rois d'Angleterre et leurs sénéchaux. Seule l'ancienne enceinte a disparu.
Les rues et ruelles forment un damier convergeant vers une vaste place rectangulaire dotée d'arcades, la place Royale. Une remarquable église romane du XIIe siècle au clocher massif (datant lui du XVe siècle) et la mairie occupent l'un de ses côtés. Les couverts y sont de bois et de pierre sans unité de forme ou de matériaux. Détail de l'urbanisme, sur la place Royale, les façades sont sans pignon, tandis qu'ils sont présents sur la rue.
C'est aujourd'hui la plus pittoresque des bastides landaises. Le roi Henri IV (alors Henri III de Navarre) aimait se rendre à La Bastide où il résidait dans une maison donnant sur la place Royale, où logeait - selon la tradition - une de ses maîtresses. C'est cette place qui l'aurait inspiré pour la création de la place des Vosges à Paris.

## Héraldique
| Blason | Blasonnement : De sinople au bastion d'argent de front, en perspective, maçonné de sable. |

## Lieux et monuments

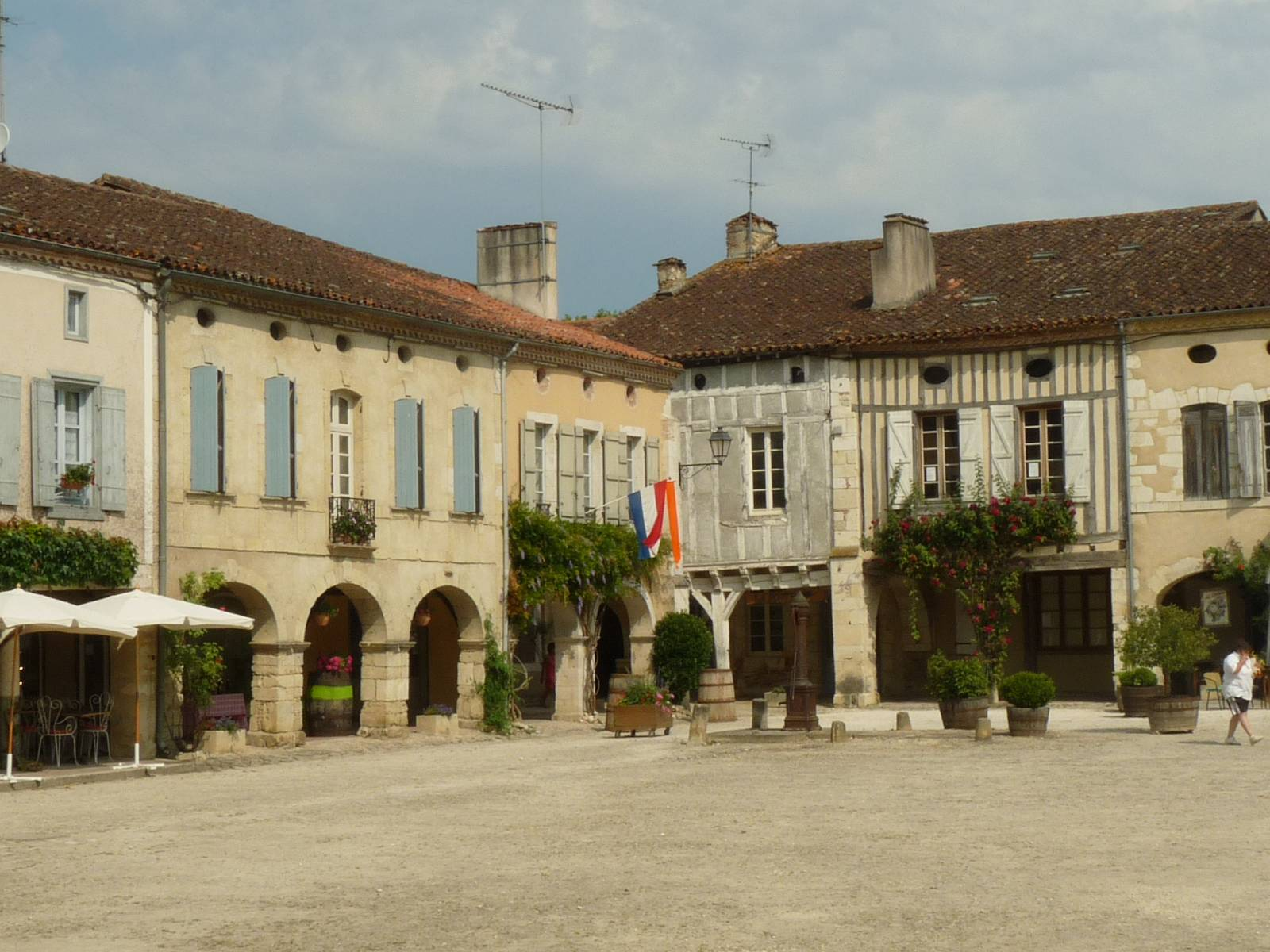
La Place Royale.

Place Notre-Dame (ou place Royale).
La place et ses abords est un site naturel inscrit par arrêté ministériel en date du 27 mars 1961. C'est à cet endroit qu'est planté et béni au Moyen Âge le pal symbolisant la construction d'une nouvelle bastide. À partir de là, les fondateurs de la ville délimitent son pourtour et dessinent les trois rues principales jusqu'aux murailles, elles-mêmes percées de trois portes. Réunissant la quasi-totalité des commerces de la cité, la place est à l'époque le poumon économique de la ville. Lieu d'échanges commerciaux, elle est aussi tel un forum antique le lieu de débat des affaires publiques.
Château du Prada
Bâti en 1764, il est inscrit aux monuments historiques depuis 1984
Mairie
L'architecture du bâtiment est typique de la bastide. Ainsi que le voulait l'esprit initial de la fondation de la ville nouvelle, il réunit la halle aux grains au rez-de-chaussée, le pouvoir administratif à l'étage et le lieu de sentences avec la prison entre l'entrée de la mairie et le mur de l'église.
Église Notre-Dame de Labastide-d'Armagnac
Fortifiée, elle date du XIVe siècle. Elle est inscrite aux monuments historiques depuis 1970,.
Chapelle Notre-Dame-des-Cyclistes
Au quartier de Géou, à deux kilomètres du bourg, une modeste chapelle, Notre-Dame-des-Cyclistes, accueille régulièrement les amateurs de ce sport. C'est dans les années 1950 que l'abbé Massie, curé de Créon-d'Armagnac, surnommé « le pape du cyclotourisme », crée ce « sanctuaire national des cyclistes ». Les champions y viennent en pèlerinage à la Pentecôte. La chapelle originelle date du XIe siècle. L'actuelle a été reconstruite sur les ruines de l'ancienne ville fortifiée de Géou, brûlée en 1335 par le Prince Noir. La chapelle est construite sur une ancienne villa gallo-romaine,.
Temple des Bastides

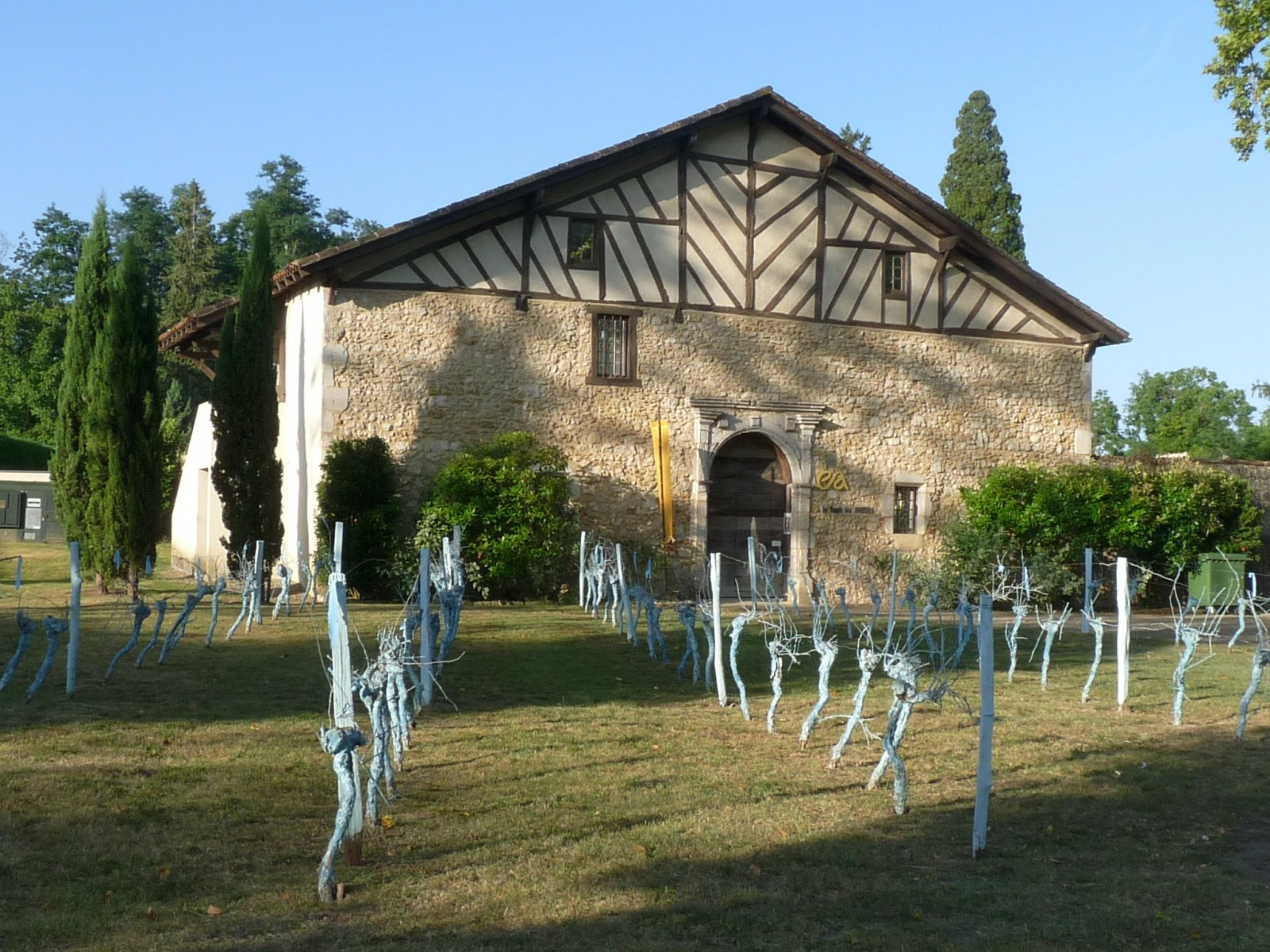
Le temple des Bastides.

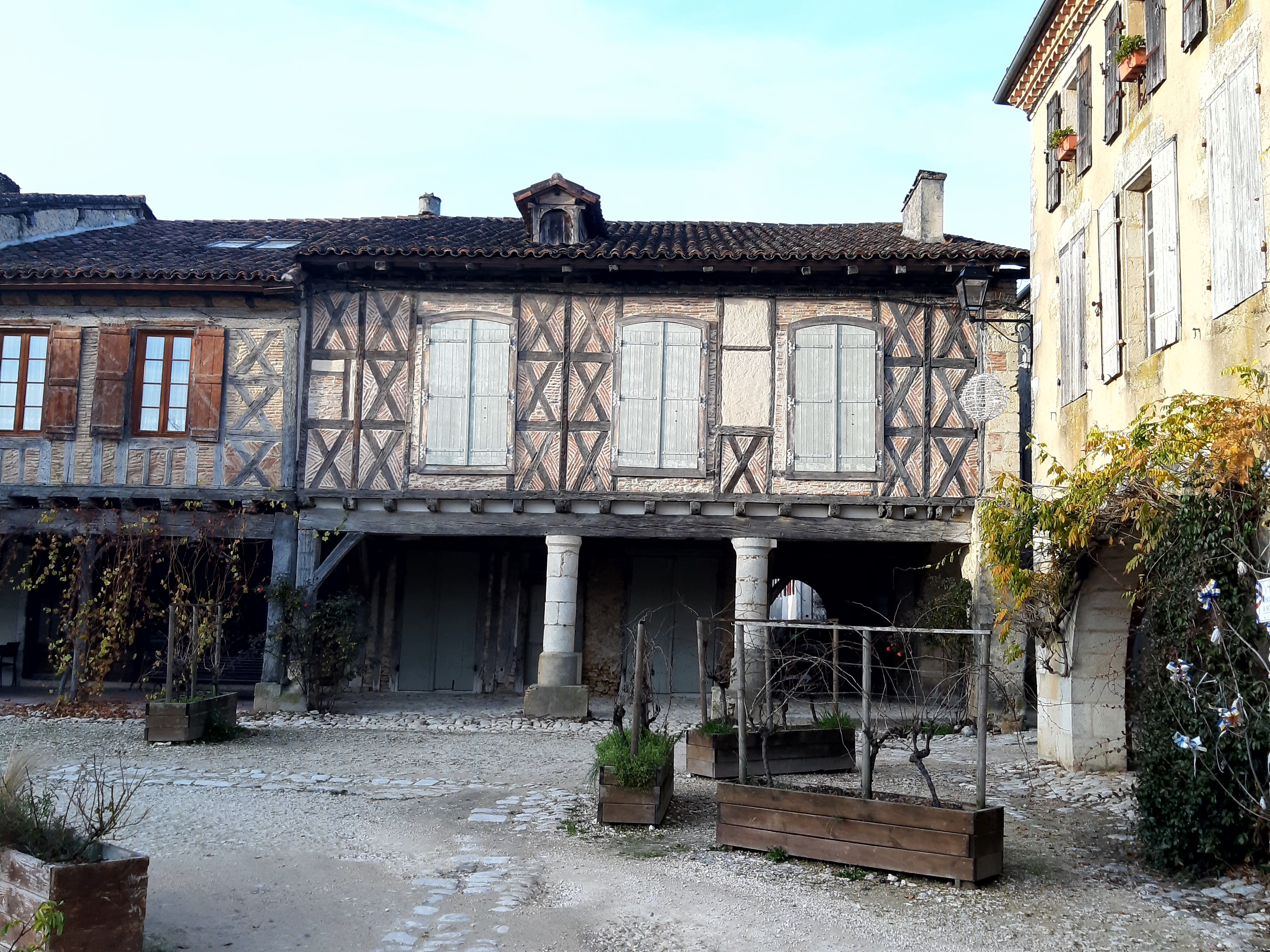
Maison Malartic.

Ancien temple protestant, entre 1607 et 1685. Accueille des expositions temporaires en saison.
Maison Malartic
Située place Royale. En 1576, échappé de Paris et de ses dangers, Henri de Navarre se réfugie chez sa mère à la cour de Nérac. Au cours de ses nombreux déplacements, il aime rendre visite à son ami et compagnon d'armes le capitaine de Malartic, qui demeure sur la place. Ici naissent une foule de légendes dont l'une raconte que c'est en admirant la place depuis la fenêtre de l'appartement qu'il aurait eu l'idée de faire construire sur ce modèle la place des Vosges à Paris.
Viguerie
Vaste espace où se tenait le marché placé sous la juridiction d'un magistrat municipal, le viguier. De nos jours, cette fonction ne se retrouve plus qu'en Andorre.
Portail
Ce vestige de briques rouges est le seul témoin qui reste de la maison abritant le corps de garde de la cité qui commandait au pont-levis. c'est également ici que l'administration de la cité percevait l'octroi ou droit d'entrée sur les marchandises.
Taillandiers
Dans le système économique d'une bastide, l'organisation de l'espace tient à l'époque une place importante. Ainsi, la rue des Taillandiers était-elle réservée aux ouvriers du fer, chargés de fabriquer des instruments tranchants et des armes, sans doute destinées à la garnison, tandis que la rue Caillet était celle des bouchers et des équarrisseurs.
Café du Peuple (ou Café Chantant)
Parmi les quatorze cafés que compte la cité, le Café Chantant accueille au début du XXe siècle des spectacles de comiques troupiers et de french cancan. Le fonds de commerce est racheté en 1920 et le lieu rebaptisé Café du Peuple, haut lieu du café-concert et de ses refrains parisiens. Cela vaut au café une réputation dans la région. La mort du propriétaire en 1932 freine l'élan, les représentations cessent en 1936 et le café ferme définitivement en 1954.
Extérieurs
Le bocage, le vignoble, les vallons et les coteaux de cette région fertile recèlent des sites pittoresques et un grand nombre de fermes et de chais à l'architecture rurale traditionnelle.

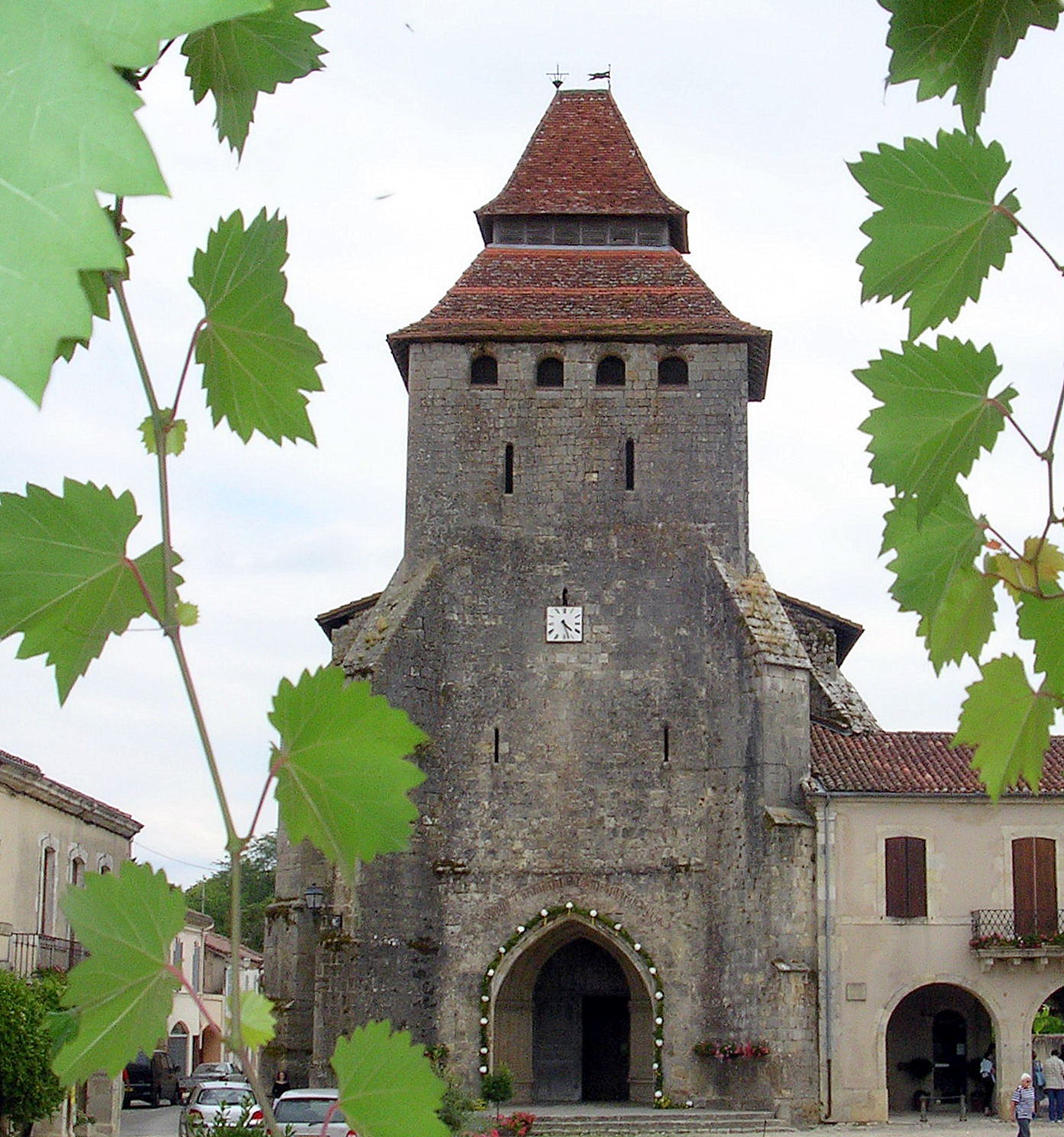
L'église fortifiée donnant sur la place Royale.
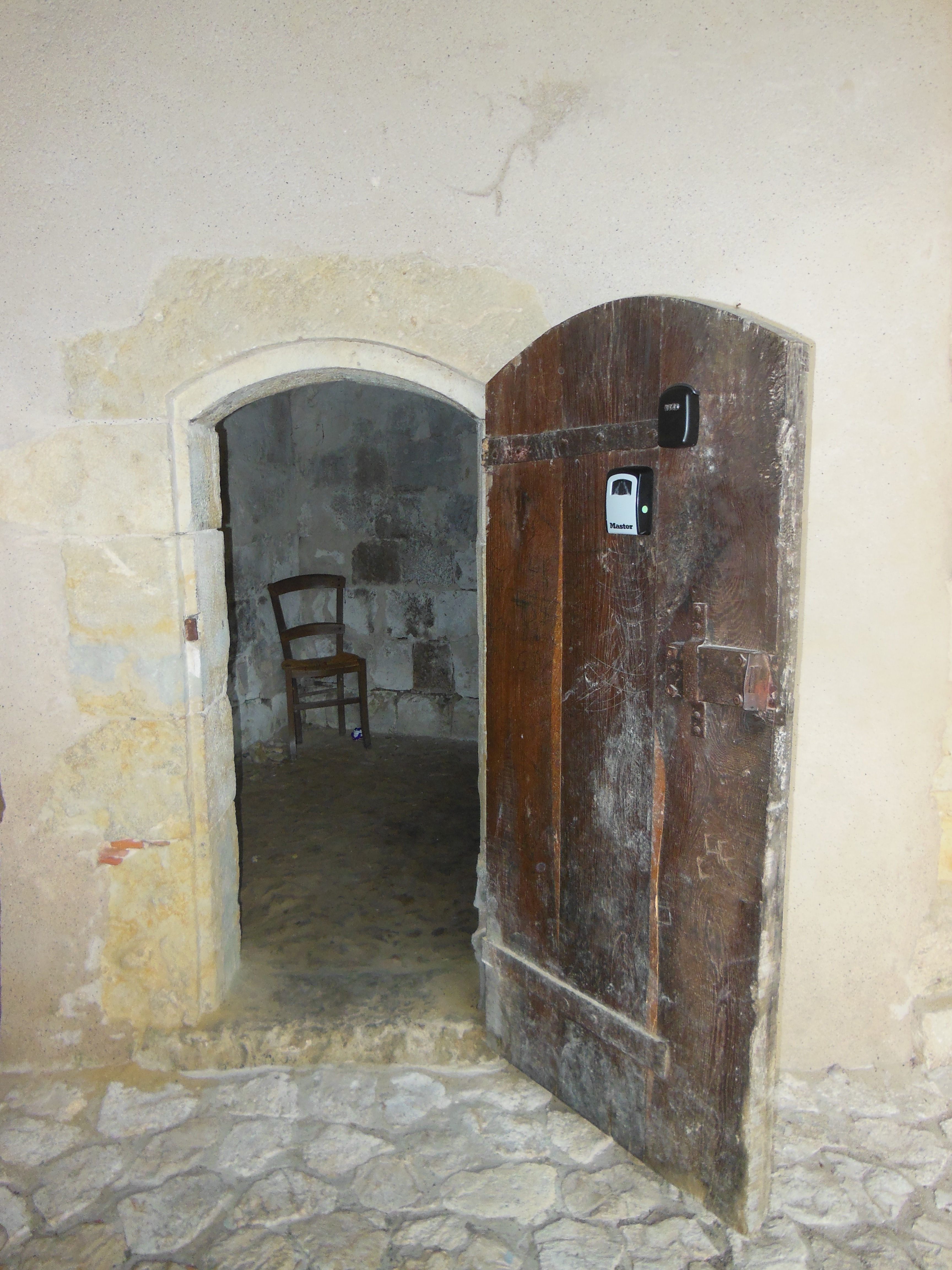
Unique cellule de l'ancienne prison, entre l'entrée de la mairie et le mur de l'église.
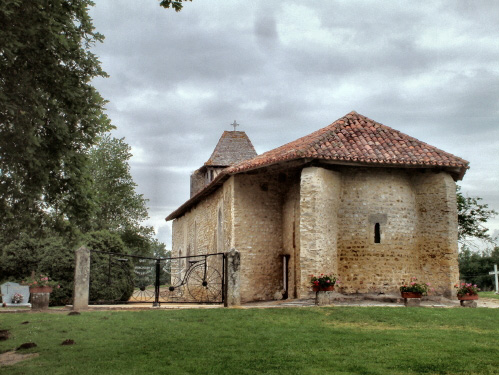
Notre-Dame-des-Cyclistes.
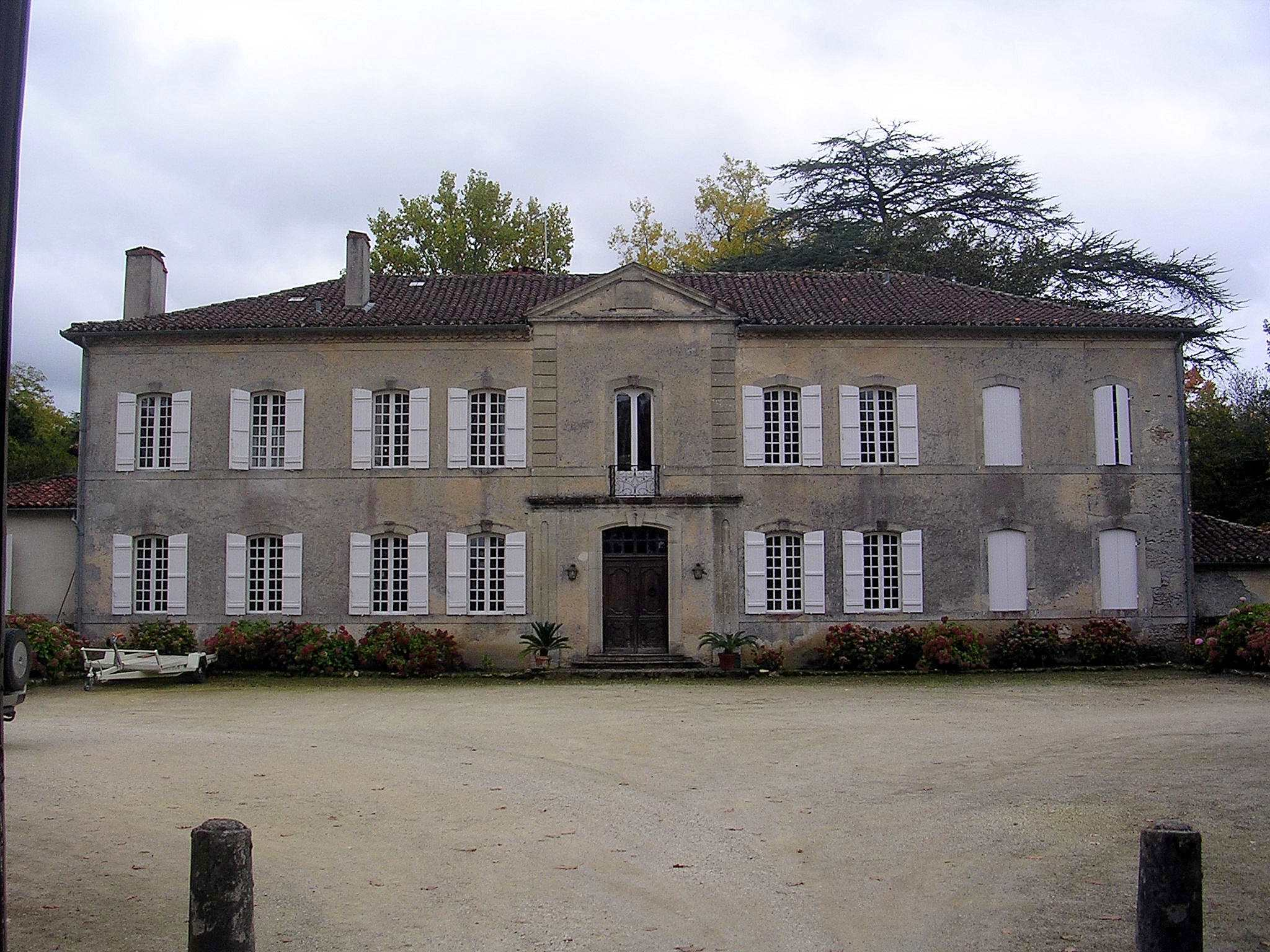
Château du Prada.
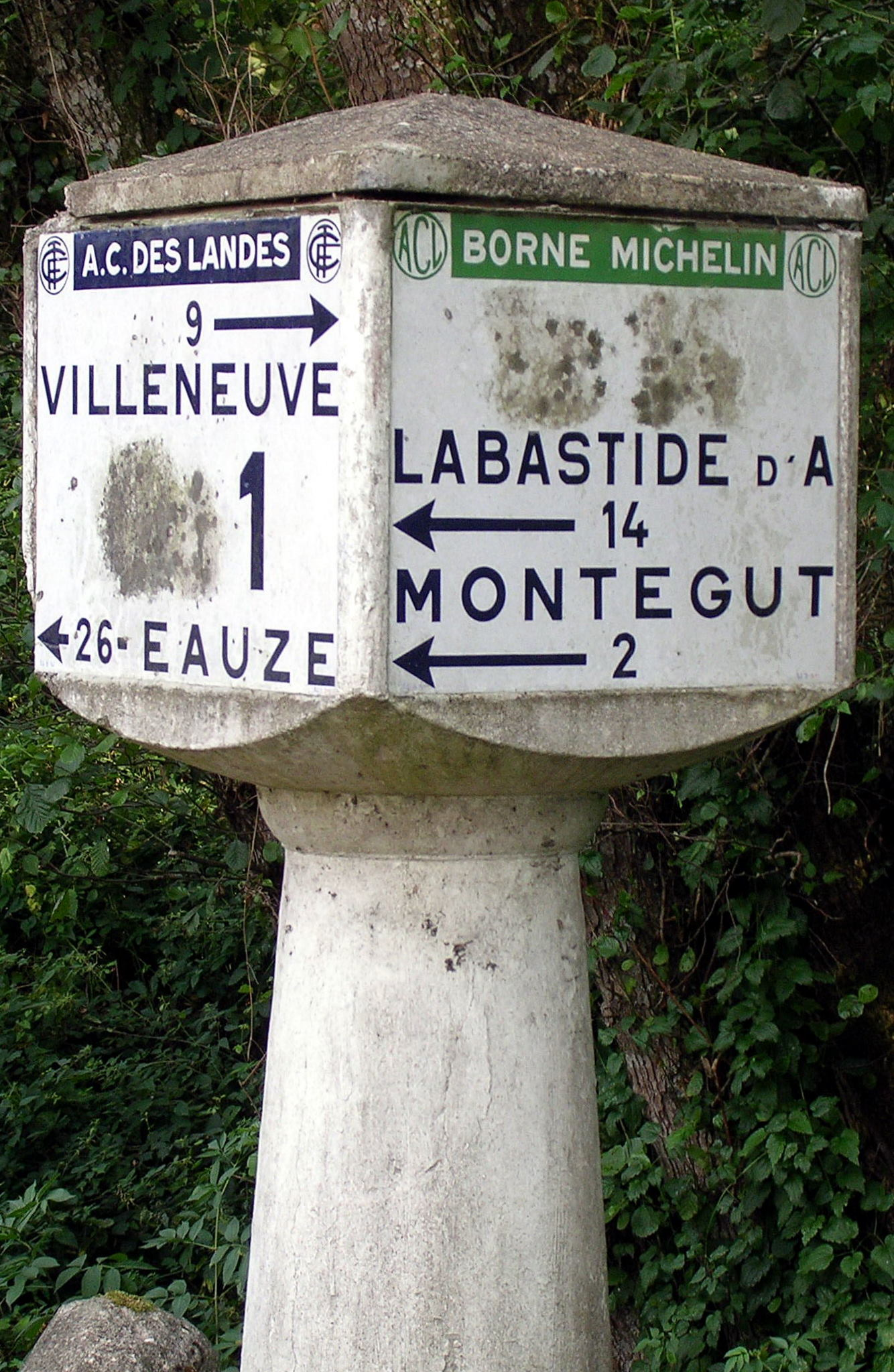
Borne Michelin près de Labastide d'Armagnac.
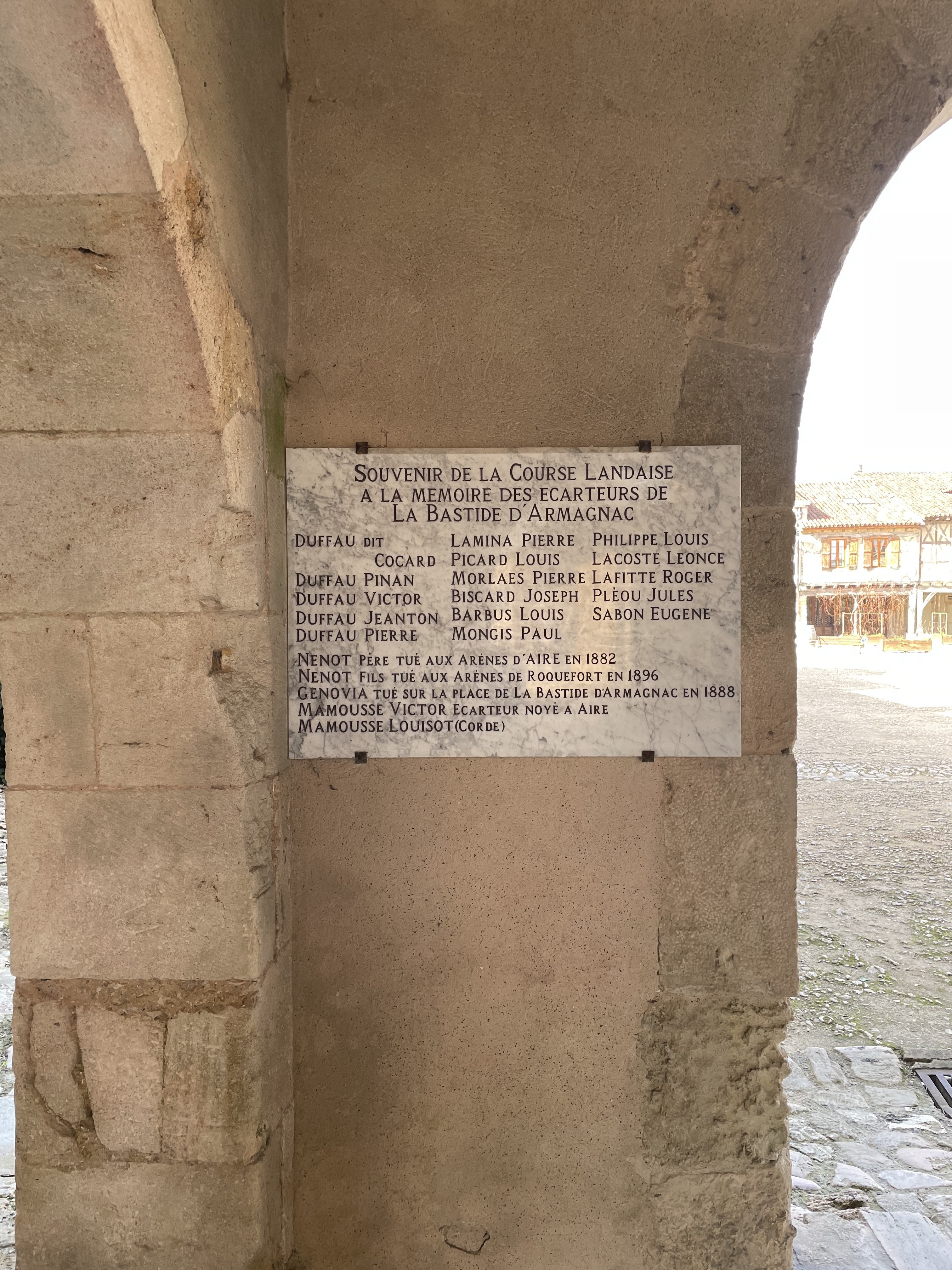
Plaque à la mémoire des écarteurs de la commune sur la place Royale.

## Politique et administration
| Période                                  | Période  | Identité      | Étiquette | Qualité                        |
| ---------------------------------------- | -------- | ------------- | --------- | ------------------------------ |
| juin 1995                                |          | Claude Nadeau |           |                                |
| 1996                                     |          | Yvon Harté    |           |                                |
| mars 2001                                | En cours | Alain Gaube   | PS        | Professeur de musique retraité |
| Les données manquantes sont à compléter. |          |               |           |                                |

## Démographie
L'évolution du nombre d'habitants est connue à travers les recensements de la population effectués dans la commune depuis 1793. Pour les communes de moins de 10 000 habitants, une enquête de recensement portant sur toute la population est réalisée tous les cinq ans, les populations de référence des années intermédiaires étant quant à elles estimées par interpolation ou extrapolation. Pour la commune, le premier recensement exhaustif entrant dans le cadre du nouveau dispositif a été réalisé en 2008.

En 2022, la commune comptait 680 habitants, en évolution de −0,87 % par rapport à 2016 (Landes : +5,78 %, France hors Mayotte : +2,11 %).
| 1793  | 1800  | 1806  | 1821  | 1831  | 1841  | 1846  | 1851  | 1856  |
| ----- | ----- | ----- | ----- | ----- | ----- | ----- | ----- | ----- |
| 1 463 | 1 473 | 1 599 | 1 691 | 1 722 | 1 651 | 1 695 | 1 704 | 1 794 |

| 1861  | 1866  | 1872  | 1876  | 1881  | 1886  | 1891  | 1896  | 1901  |
| ----- | ----- | ----- | ----- | ----- | ----- | ----- | ----- | ----- |
| 1 761 | 1 709 | 1 619 | 1 617 | 1 551 | 1 505 | 1 438 | 1 521 | 1 445 |

| 1906  | 1911  | 1921  | 1926  | 1931  | 1936  | 1946  | 1954  | 1962 |
| ----- | ----- | ----- | ----- | ----- | ----- | ----- | ----- | ---- |
| 1 382 | 1 293 | 1 134 | 1 099 | 1 082 | 1 087 | 1 036 | 1 058 | 977  |

| 1968 | 1975 | 1982 | 1990 | 1999 | 2006 | 2008 | 2013 | 2018 |
| ---- | ---- | ---- | ---- | ---- | ---- | ---- | ---- | ---- |
| 871  | 809  | 775  | 731  | 707  | 692  | 688  | 689  | 689  |

| 2022 | - | - | - | - | - | - | - | - |
| ---- | - | - | - | - | - | - | - | - |
| 680  | - | - | - | - | - | - | - | - |

## Personnalités liées à la commune
- Bernard III d'Armagnac (mort en 1110).
- Jean-Baptiste Soubiran (1767-1858), avocat, homme politique, député des Landes en 1815, pendant les Cent-Jours.
- Jules Barbey d'Aurevilly (1808-1889), fit trois séjours à Labastide-d'Armagnac : durant l'hiver 1855-56, en 1861 et en 1863. C'est dans cette ville qu'il écrivit l'essentiel de ses œuvres Le Chevalier Des Touches et Un prêtre marié. Ces séjours sont dus à la liaison de l'écrivain avec Madame de Bouglon, résidence de Labastide, qui eut sur lui une influence salvatrice, l'écartant peu à peu d'une vie tumultueuse mêlant femmes, alcool et drogue[26].
- Paul Lahargou (1855-1942), religieux, professeur et écrivain né à Labastide-d'Armagnac.
- Étienne Dejean (1859-1913), homme politique et historien français, né à Labastide-d'Armagnac.
- Rolande Danné (1925-2017), cycliste française, décédée dans la commune en 2017.
- Henri Anglade (1933), coureur cycliste, concepteur du vitrail de Notre-Dame-des-Cyclistes.
- Luis Ocaña (1945-1994), coureur cycliste dont les obsèques furent célébrées à la Chapelle Notre-Dame-des-Cyclistes.
- Philippe Destribats (1955-2012), joueur français de rugby à XV.
- Julien Tastet (1987), joueur français de rugby à XV, né à Labastide-d'Armagnac.

## Manifestations sportives
- Le critérium de Labastide-d'Armagnac, une ancienne course cycliste réservée aux coureurs professionnels, disputée au mois de mai de 1959 à 1974[35].

## Sources bibliographiques
- Guide des beaux villages de France, sélection du Reader's Digest
- Stéphane Bern, Le village préféré des français, 44 trésors incontournables, Paris, Albin Michel, octobre 2015, 256 p. (ISBN 978-2-226-25920-2)Ce livre est tiré de l'émission Le village préféré des français, diffusée par France Télévisions, conçue et produite par Morgane Production : Labastide-d'Armagnac, pages 182 à 185** I - De la baie de Somme au littoral charentais en passant par la Bretagne,** II – Des Flandres au Jura en passant par l'Alsace,** III – De l' Île-de-France aux monts d'Auvergne en passant par la Bourgogne,** IV – Du littoral atlantique aux Alpes en passant par la Méditerranée.